# 山添村立奈良県立山辺高等学校山添分校
山添村立奈良県立山辺高等学校山添分校（やまぞえそんりつ ならけんりつ やまべ こうとうがっこう やまぞえ ぶんこう, 英: Yamazoe Municipal Yamazoe Branch of Nara Prefectural Yamabe High School）は、奈良県山辺郡山添村大字大西に所在する県立高等学校の村立分校。

## 概要
昼間定時制で、職業体験を軸に教育を行っている。
校名の通り、村が開設した県立高等学校の分校。
校地のある山添村が三重県との県境に位置しており、山添村と隣接の三重県伊賀地方は「古くから一つの生活圏」のため、所定の奈良県の手続きを踏んで入学者選抜に出願すれば、伊賀市と名張市から入学できる。

### 教育目標
農業科、家政科の特性を生かし、チャレンジ精神に満ち、どんな困難にもくじけず、正々堂々と生きる人間を「ゆっくり、じっくり、たっぷり」育てる学校づくりを目指す。
1. 日々の学習を大切にし、やる気を育て、創造的な知識技能を養う。
2. 規律正しい生活習慣を身に付け、健康で心豊かな人間性を培う。
3. お互いの人権を尊重し合い、信頼と協力によって活気ある学園づくりを目指す[8]。

#### 目指すもの
モットー - 「しっかり勉強　きっちり行動　はっきり発表」

#### 目指す学校像
教職員英知を結集して、確かな学力、豊かな人間性、たくましい心身や社会感覚をバランス良く備え、将来社会に貢献できる「生きる力」をもった人材を育成する。

#### 目指す教員像
1. 教職に対する強い情熱をもっている。
2. 教育の専門家としての確かな力量をもっている。
3. 総合的な人間力をもっている[8]。

#### 目指す生徒像
1. 自己の能力を磨き、生き生きとした創造性を発揮できる。- 創る喜び
2. 人や自然を愛する豊かな感性をもち、共に生きる力をもてる。- 豊かな心
3. 地道に努力して積み上げ、社会で生かせる確かな実践力をもてる。- 励む力[8]

### 教育方針
本校の教育は、日本国憲法、教育基本法及び学校教育法に定められた教育の根本精神に基づき、新しい時代の個性豊かな文化の創造と人権尊重の民主的な社会の形成者として主体的に生きる国民の育成を期して推進する。

#### 校訓
校訓は、「創る喜び」「豊かな心」「励む力」である。1999年（平成11年）2月1日に制定された。
- 創る喜び - 自己の能力を惜しみなく発揮し、汗して生み出す喜びと充実感を味わう。
- 豊かな心 - 人や自然を愛する豊かな感性を培い、共に生きる力を養う。
- 励む力 - 日々努力し継続して積み上げることにより、確かな実践力を身に付ける[1]。

## 沿革

### 略歴
前身は波多野高等公民学校に始まり、1948年（昭和23年）12月奈良県立山辺高等学校波多野分校として認可され、1949年2月に開校した。
1956年9月山添村の誕生に伴い、校名も奈良県立山辺高等学校山添分校と改称された。
2016年、設置者が村、管理者は奈良県と分かれている状態について、同県教育委員会と文部科学省が是正を指導。村は廃校するか、管理者となって本校化するのか検討を行った。2025年3月4日、野村栄作村長は「存続は村の財政を圧迫し、本校化は難しい」として、同校を2028年度に閉校し、村立の本校にしない方針を村議会で明らかにした。今後については、民間による学校法人化を模索する、としている。

### 年表
- 1948年12月1日 - 奈良県立山辺高等学校波多野分校として認可。
- 1949年2月1日 - 波多野分校開校。
- 1956年3月 - 奈良県立山辺高等学校山添分校と改称。
- 1963年6月 - 独立校舎が竣工。
- 1966年9月 - 農業実験室、運動場がが竣工。
- 1977年4月 - 農業科施設が完成。
- 1980年7月 - 温室、ハウスを改築。
- 1981年3月 - 運動場を拡張整備。
- 1982年7月 - 体育館が竣工。
- 1984年8月 - 北海道実習を開始。
- 1985年5月 - 製茶工場が完成。（35K１ライン）
- 1990年3月 - 校舎全面改修工事
- 1991年7月 - コンピュータ導入、情報処理教育開始
- 1999年2月 - 創立50周年記念式典を挙行。クラブハウスが完成、校訓碑を建立。
- 2009年2月 - 創立60周年記念式典を挙行。
- 2011年5月 - 宮崎県への県外実習を開始。
- 2013年5月 - 校舎耐震工事が竣工。トイレを改修。
- 2018年4月 - コミュニティバス（山添と名張間）
- 2019年2月 - 創立70周年記念式典を挙行

## 基礎データ

### 所在地
- 奈良県山辺郡山添村大字大西45の1番地[2]

### 通学区域
- 奈良県内全域
- 三重県伊賀市／名張市[注釈 4]

### アクセス
- 山添村コミュニティバス「大西」停留所より南へ約250m（徒歩約4分）
- 村民バス「山添村役場」停留所より南へ約250m（徒歩約4分）[7]
- 単車通学：許可制 - 通学距離3km以上の生徒には、必要に応じて通学を許可している[7]。

### 象徴

#### 校章
校章は、山辺高等学校と同じであり、1950年（昭和25年）に制定。創案は卒業生の高倉規作による。山に囲まれた輪郭の中心に「高」の字を配して、大和高原における文化の中心としての本校の存在を示し、「高」を囲む六つの峰は本校創立当時の旧山辺郡六ヶ村を表すとともに、中国故事にある六則（中・和・正・公・誠・通）を意味し、これを生活の規範 として六合（四方・上下）に伸びる若い力を象徴している。

#### 校歌
校歌は、歌詞は3番まであり、1番に校名の「山辺」が登場する。
作詞は岡部建明、作曲は遠藤孝二による。歌詞は3番まであり、各番に校名の「山添」が、3番に「山添学舎」が登場する。

## 設置する課程、学科及び定員
定時制課程（昼間） - 120名（募集人員30名：一般選抜）
農業科、家政科の2つの学科をまとめて、農業・家政科として募集する。
農業に関する学科
- 農業科

家庭に関する学科
- 家政科

## 部活動

### 運動部
- 陸上競技部
- バドミントン部

### 文化部
- 染織部
- 狂言部
- 人権研究会[7]

## 高校関係者と組織

### 高校関係者組織
- 奈良県立山辺高等学校山添分校学校運営協議会 - 保護者、地域住民、校長、関係行政機関の職員の中から委嘱された委員による機関。学校運営及び当該運営への必要な支援に関して協議する。
- 奈良県立山辺高等学校山添分校同窓会- 卒業生による同窓会組織
- 奈良県立山辺高等学校山添分校PTA - 生徒保護者と教員による父母と教師の会（PTA）組織で、会員は入会金及び年会費を納入する。
- 奈良県立山辺高等学校山添分校PTA協議会 - 奈良県立教育研究所内に事務局を置くPTA協議会。奈良県立山辺高等学校山添分校の会員をもって会員とし、会員は単位PTA分担金として会費を納入する。
- 奈良県立山辺高等学校山添分校後援会- 後援会組織